# Borosnyay Kamilla
Borosnyay Kamilla, asszonynevén Herman Ottóné (Kézdivásárhely, 1856. november 16. –‎ Budapest, 1916. augusztus 9.) magyar írónő, Herman Ottó természettudós felesége.

## Élete
Borosnyay Kamilla a nagyborosnyói Borosnyay család kézdivásárhelyi ágában született 1856-ban, egyenes ágú leszármazottja a feldobolyi származású Borosnyay Lukács János (1694–1760) erdélyi református püspöknek.
Herman Ottó egyik barátjának a nővére volt. A neves, nála húsz esztendővel idősebb természettudóssal 1883 körül Kolozsvárott ismerkedett meg. Időközben „háziipari munkatanítónői” oklevelet szerzett, és még házassága előtt Budapestre költözött a Kazinczy utca 3. számba. Itt valóban fogadott tanítványokat. 1884-ben Herman Ottóval közösen látogatta meg Torinóban az agg Kossuth Lajost.
1885-ben Nagy Ignác református lelkész előtt az avasi református templomban esküdtek meg. Felesége nagy segítsége volt rosszul halló férjének, mindenhová elkísérte, és segített feljegyezni a fontosnak tartott dolgokat. Vele húzódott vissza a házasságkötéskor vásárolt lillafüredi nyaralóba, az úgynevezett Pele-lakba.
Gyermekük a házasságból nem született.
Herman Ottó 1914 végén hunyt el, utolsó éveiben már felesége ápolta. Férje halála után Borosnyay Kamilla is betegeskedni kezdett, Pósa Lajos költő özvegyéhez költözött, aki ápolta őt. Alig 2 évvel élte túl férjét: 1916-ban halt meg 59 éves korában a budapesti József körút 71. számú házban.

## Művei
Napilapok, folyóiratok közölték népszerű tárcáit, regényeit. Állandó munkatársa volt Az Én Újságomnak, kedves, friss meséi, versei ott és a Filléres Könyvtárban jelentek meg. Csőri és Móri, Seregély kisasszony kedvelt alakjai a magyar gyermekirodalomnak.

## Emlékezete
- 2014-ben a kézdivásárhelyi 2-es számú gyermekotthon az ő nevét vette fel (Borosnyay Kamilla Gyermekotthon, Kézdivásárhely, Bethlen Gábor utca 25.)[8]